# Estación de Maria Cristina
Maria Cristina es una estación donde enlazan la línea 3 del Metro de Barcelona y las líneas T1, T2, T3 del Trambaix. 
La estación está situada en la avenida Diagonal, entre la calle Doctor Ferran y la Gran Vía de Carlos III en el distrito de Les Corts de Barcelona, en la que la estación del metro es subterránea y está debajo de la del Tram que está en superficie.
La estación de metro se inauguró en 1975, y posteriormente en 2004 se inauguró la parada del Trambaix en superficie. 
| << cabecera                 | < estación  | línea | estación > | cabecera >     |
| --------------------------- | ----------- | ----- | ---------- | -------------- |
| Metro                       |             |       |            |                |
| Zona Universitaria          | Palau Reial |       | Les Corts  | Trinitat Nova  |
| Trambaix                    |             |       |            |                |
| Bon Viatge                  | Pius XII    |       | Numància   | Francesc Macià |
| Llevant - Les Planes        | Pius XII    |       | Numància   | Francesc Macià |
| Sant Feliu-Consell Comarcal | Pius XII    |       | Numància   | Francesc Macià |

- Datos: Q596655
- Multimedia: Maria Cristina metrostation / Q596655